# 罗石冰

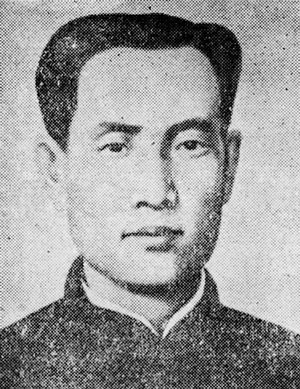
罗石冰近照

罗石冰（1896年10月7日—1931年2月7日），又名菁华，化名孙玉法，孙玉堂，江西省吉安县人，龙华二十四烈士之一。

## 生平
出生于江西省吉安县延福乡的商人家庭。早年曾就读于吉安庐陵高等小学、江西省立第一师范学校，后回县任职于县立高等小学。1924年入上海大学学习，不久加入中国共产党并任上海大学中共支部委员。五卅惨案后任上海总工会会计科副主任。1926年前往江西并参与建立了中共吉安支部，后任中共江西地委书记、宣传部主任。同年又任中共吉安特别支部书记。次年出任中共江西区委委员兼吉安地委书记、中共江西省委委员、中共福州市委书记等职。
1928年前往苏联留学，就读于莫斯科中山大学。1930年回国后任中共青岛市委书记。1931年1月与山东省委组织部长王青士赴上海开会，1月17日不幸被捕，2月7日在龙华看守所与王青士等一同被枪杀。
罗石冰故居位于吉安县万福镇井头村，2018年相关新闻中，故居对外展出。